# استبان ارتا
استبان ارتا (انگلیسی: Esteban Areta; ۱۴ آوریل ۱۹۳۲ – ۹ ژوئیهٔ ۲۰۰۷) بازیکن فوتبال اهل اسپانیا بود.
از باشگاه‌هایی که در آن بازی کرده‌است می‌توان به باشگاه فوتبال رئال بتیس، باشگاه فوتبال رئال اویدو، باشگاه فوتبال اوساسونا، باشگاه فوتبال کادیس، باشگاه فوتبال بارسلونا، و باشگاه فوتبال والنسیا اشاره کرد.
وی همچنین در تیم ملی فوتبال اسپانیا بازی کرده‌است.